# Ostracoberyx paxtoni
Ostracoberyx paxtoni è un pesce osseo di acqua salata del genere Ostracoberyx.